# Giải quần vợt Úc Mở rộng 2019 - Đôi nam xe lăn
Stéphane Houdet và Nicolas Peifer là nhà đương kim vô địch, nhưng Peifer không chọn tham gia.
Houdet đánh cặp với Ben Weekes, nhưng họ thua trong trận chung kết trước Joachim Gérard và Stefan Olsson, 6–3, 6–2.

## Hạt giống
1. Alfie Hewett /  Gordon Reid (Vòng 1)
2. Joachim Gérard /  Stefan Olsson (Vô địch)

## Kết quả

### Từ viết tắt
| - Q = Vòng loại - WC = Đặc cách - LL = Thua cuộc may mắn - Alt = Thay thế - SE = Miễn đặc biệt | - PR = Bảo toàn thứ hạng - w/o = Thắng nhờ đối thủ rút lui trước trận đấu - r = Bỏ cuộc giữa trận đấu - d = Bị xử thua - SR = Xếp hạng đặc biệt |

### Kết quả
|  | Vòng 1 | Vòng 1                           | Vòng 1 | Vòng 1                       | Vòng 1 |                            |   | Chung kết | Chung kết | Chung kết | Chung kết | Chung kết |  |
|  |        |                                  |        |                              |        |                            |   |           |           |           |           |           |  |
|  | 1      | Alfie Hewett Gordon Reid         | 2      | 5                            |        |                            |   |           |           |           |           |           |  |
|  | 1      | Alfie Hewett Gordon Reid         | 2      | 5                            |        |                            |   |           |           |           |           |           |  |
|  |        | Stéphane Houdet Ben Weekes       | 6      | 7                            |        |                            |   |           |           |           |           |           |  |
|  |        | Stéphane Houdet Ben Weekes       | 6      | 7                            |        | Stéphane Houdet Ben Weekes | 3 | 2         |           |           |           |           |  |
|  |        |                                  |        |                              |        | Stéphane Houdet Ben Weekes | 3 | 2         |           |           |           |           |  |
|  |        |                                  | 2      | Joachim Gérard Stefan Olsson | 6      | 6                          |   |           |           |           |           |           |  |
|  |        | Gustavo Fernández Shingo Kunieda | 2      | Joachim Gérard Stefan Olsson | 6      | 6                          | 2 | 64        |           |           |           |           |  |
|  |        |                                  |        |                              |        |                            |   | 64        |           |           |           |           |  |
|  | 2      | Joachim Gérard Stefan Olsson     | 6      | 7                            |        |                            |   |           |           |           |           |           |  |